# رتق الصمام الثلاثي الشرفات
رتق الصمام الثلاثي الشرف هو أحد أشكال المرض القلبي الخلقيحيث يغيب تمامًا الدسام ثلاثي الشرف. ولذلك لا يوجد توصيل الأذين البطيني الأيمن. وهذا يؤدي إلى نقص التنسج (صغر حجم) البطين الأيمن أو عدم وجوده.
ويحدث هذا العيب أثناء مرحلة التطور الجنيني، عندما لا يكتمل نمو القلب. ويتسبب هذا الرتق في عدم مقدرة القلب على إشباع بقية الدم في الجسم إشباعًا جيدًا بالأكسجين. ونتيجة لذلك، لا يحصل الجسم على الأكسجين الكافي ليحيا، ويلزم اتخاذ بعض الإجراءات للحفاظ على حياة الطفل.
ونظرًا لغياب الاتصال الأذيني البطيني، يجب أن يوجد عيب الحاجز الأذيني للإبقاء على تدفق الدم. وأيضًا، نتيجة لغياب البطين الأيمن، يجب أن تكون هناك طريقة لضخ الدم داخل الجذوع الرئوية، ويحدث هذا بوجود عيب الحاجز البطيني (VSD).
يتم مزج الدم داخل الأذين الأيسر. ونظرًا لأن الطريقة الوحيدة لحصول الدورة الدموية الصغرى على الدم يكون عبر عيب الحاجز البطيني، فعادة ما تبقى أيضًا قناة شريانية مفتوحة لزيادة التدفق الرئوي.

## المظاهر الطبية
- زرقة متصاعدة
- تغذية سيئة
- تسرع النفس على مدار الأسبوعين الأولين من حياة الرضيع
- نفخة شاملة للانقباض نتيجة عيب الحاجز البطيني
- انحراف محور القلب إلى الأيسر في تخطيط القلب الكهربائي وتضخم البطين الأيسر (حيث يجب أن يضخ الدم لكل من نظام الدورة الدموية الصغرى والدورة الدموية الكبرى)
- حجم القلب طبيعي

## العلاج
- بروستاغلاندين E 1 للإبقاء على القناة الشريانية المفتوحة
- عملية تعديل تحويلة بلالوك-توسيغ للحفاظ على التدفق الرئوي وذلك بوضع قناة غور-تكس (Gore-Tex) بين الشريان تحت الترقوة والجذع الرئوي.
- المفاغرة الأجوفية الرئوية (فونتان جزئي أو غلين ثنائية الاتجاه) لتوفير تدفق رئوي ثابت
- عملية فونتان لإعادة توجيه تدفق الوريد الأجوف السفلي والوريد الكبدي داخل الدورة الدموية الصغرى

## وصلات خارجية
- Tricuspid Atresia information from Seattle Children's Hospital Heart Center